# Mezquita Dar as Salam
Dar as Salam es una mezquita ubicada en la localidad mexicana de Tequesquitengo, estado de Morelos, para la comunidad musulmana de dicha entidad federativa e incluso para la relativamente cercana del Distrito Federal. En ella se realiza la Yumu'ah (azalá del viernes) y algunos eventos como seminarios religiosos y educativos en general, así como festejos a los que en ocasiones asisten creyentes de la religión del Islam de todo México. Junto con la mezquita Suriyah de Torreón, Coahuila, y Al Kauzar de San Cristóbal, Chiapas, eran, en 2009, los únicos templos que funcionaban propiamente como mezquitas en la República Mexicana.
El lugar cuenta con un pequeño hotel adjunto llamado Teques Inn del que pretende obtener ingresos para sufragar algunos de sus gastos de operación.
La mezquita Dar as Salam trabaja en coordinación con otras comunidades musulmanas del país en diversos proyectos para la difusión del Islam en México y colabora con una oficina de información Islámica en la Ciudad de México denominada DawaAmigo.

## Historia
La primera oración o salat se llevó a cabo sobre el terreno vacío el domingo 3 de marzo de 2002,  por musulmanes de diferentes lugares.
La mezquita fue construida en el año 2003 en parte del ejido de Xoxocotla, mediante los esfuerzos del Centro Cultural Islámico de México dirigido por Omar Weston, un musulmán inglés converso avecindado en México, con estudios en la Universidad de Medina, Arabia Saudita. El proyecto se inició con apoyo de Badr al Houti de Kuwait y con pequeñas aportaciones de algunos miembros de la comunidad musulmana de Inglaterra y Estados Unidos, fue concluido por Omar Weston y su familia quienes posteriormente compraron un terreno adjunto donde se edificó el Hotel Teques Inn.

## La mezquita
El lugar es punto de referencia turística en Tequesquitengo por su estilo arquitectónico árabe y su minarete. Desde su terraza superior los visitantes pueden tener una excelente vista a la Laguna de Tequesquitengo y cuenta con una muy completa biblioteca con volúmenes de diferentes países en idiomas árabe, inglés, francés y español de diversos temas, pero especializada en cuestiones islámicas.
La nave de la mezquita se alza bajo el circuito que rodea al lago entre los poblados de Tequesquitengo y San José Vista Hermosa en un lugar denominado Bajada del Molacho. Perteneciente a Tequesquitengo. Administrativamente, se ubica en el municipio de Puente de Ixtla.

## Viva Halal AC
La mezquita es administrada por Viva Halal AC, una sociedad civil que se dedica al cuidado del medio ambiente y la promoción de la Vida Halal. El Imán de la misma continúa siendo su fundador Omar Weston. Hasta 2006 su dirección administrativa estuvo a cargo de un musulmán chileno de nombre Patricio Uribe, año en que dirigió administrativamente el lugar Ahmed Velayati, situación que se mantuvo hasta el 2008 en que retomó el control en todos aspectos su fundador Omar Weston.